# Julius von Novara
Julius (* in Ägina, Griechenland; † um 400 in Isola San Giulio) war ein griechischer Priester, welcher der Überlieferung zufolge zusammen mit seinem Bruder, dem Diakon Julianus, von Kaiser Theodosius I. beauftragt wurde, im piemontesischen Raum die Bevölkerung zu christianisieren.
Die Lebensbeschreibung von Julius und Julianus wurde im 7. Jahrhundert aufgezeichnet, stammt in ihren Grundzügen aber wohl aus dem 4. bis 6. Jahrhundert. Es wird als möglich angesehen, dass es sich hierbei um ein und dieselbe Person handelte, aus der im Zuge der Überlieferung ein Brüderpaar wurde.
Der Legenda aurea zufolge sollen die beiden Brüder in Oberitalien hundert Kirchen gegründet haben (darunter eine in Gaudianum, dem heutigen Gozzano), die hundertste und letzte Gründung soll um das Jahr 390 eine Kapelle auf der Isola San Giulio gewesen sein, in der Julius auch beigesetzt wurde. An dieser Stelle steht heute die Basilika San Giulio, dort werden die Reliquien des Heiligen aufbewahrt.
Julius wird in der römisch-katholischen Kirche als Heiliger verehrt; sein Gedenktag ist der 31. Januar.